# Escorxador Municipal (Santa Coloma de Farners)
L'Escorxador Municipal és una obra de Santa Coloma de Farners (Selva) inclosa a l'Inventari del Patrimoni Arquitectònic de Catalunya.

## Descripció
Edifici de planta baixa format per dues naus rectangulars paral·leles i patí central. Les naus estan cobertes amb teulada a quatre vessants. La façana presenta una porta d'accés al pati amb un rètol al capdamunt (Gremi de carnissers 10 04750/CAT. Escorxador Municipal) i dues finestres a cada costat. Totes les obertures són d'arc de mig punt, emmarcades i pintades de blanc. El parament de la façana té un revestiment de pedres irregulars amb les juntures pintades de blanc i els angles de les naus imiten carreus ben tallats. La resta de l'edificació és pintada. Al darrere i dins del mateix pati s'hi han fet diversos cossos afegits.

## Història
Hi ha un document de 1884 que parla de la necessitat per raons de salut públicade traslladar l'antic escorxador del carrer Verge Maria a la zona del Raval que a finals del segle xix es converteix en una zona industrial i de serveis (molí fariner, serreria i escorxador). Fins a finals de segle no es produí el trasllat.